# Бунтівна юність
«Бунтівна юність» (англ. Youth in Revolt) — кінофільм режисера Мігель Артета, що вийшов на екрани в 2009 році.

## Зміст
16-річний Нік Твісп ще тільки «стукає у двері життя». У таких випадках, завжди важливо, хто їх відкриє. Так вийшло, що цією людиною виявилася мила дівчина Шині Сондерс, від якої Ніку просто зірвало «дах». Він перестав мріяти змінити своє безглузде прізвище Твісп на легендарне — Діллінджер. Він просто приміряв на себе образ бунтівного баламута і пішов назустріч своєму першому коханню.

## Ролі
| Актор            | Роль                          |
| ---------------- | ----------------------------- |
| Майкл Сера       | Нік Твісп / Франсуа Діллінгер |
| Порша Даблдей    | Шені Сондерс                  |
| Джин Смарт       | Естель Твісп                  |
| Зак Галіфіанакіс | Джеррі                        |
| Ерік Кнудсен     | Лівша                         |
| Адхір Кальян     | Віджай Джоші                  |
| Стів Бушемі      | Джордж Твісп                  |
| Фред Віллард     | Містер Фергюсон               |
| Ері Грейнор      | Лейсі                         |
| Рей Ліотта       | Ленс Вескотт                  |
| Джастін Лонг     | Пол Сондерс                   |
| Руні Мара        | Теґґерті                      |
| Майкл Еммет Волш | містер Сондерс                |
| Майкл Коллінз    | старий чоловік                |

## Знімальна група
- Режисер — Мігель Артета
- Сценарист — Гастін Неш, К.Д. Пейн
- Продюсер — Девід Пермут, Джон А. Амікарелла, Міранда Фрейберг
- Композитор — Джон Свайхарт